# Дзасохов, Григорий Иванович
Григо́рий Ива́нович (Гиго́ Батчери́евич) Дзасо́хов (осет. Дзасохты Гиго, 14 августа 1880 года, село Георгиевско-Осетинское — 18 октября 1918 год, там же) — осетинский общественный деятель, публицист и педагог.

## Биография
Родился 14 августа 1880 года в крестьянской семье в селе Георгиевско-Осетинское (сегодня — Село имени Коста Хетагурова). В 1895 году окончил Майкопскую городскую школу, после чего поступил в Ардонскую духовную семинарию. Получив образование (1901), стал работать учителем во Владикавказском реальном училище. Позднее работал в различных населённых пунктах южной и центральной России. В 1901 году по рекомендации Ардонской духовной семинарии принят на обучение в Казанскую духовную академию. Окончил академию со степенью кандидата богословия, возвратился во Владикавказ на прежнее место работы во Владикавказском реальном училище, где преподавал литературу.
Публиковал многочисленные статьи в местной периодической печати. Его статьи об Осетии печатались на страницах «Санкт-Петербургских ведомостей». В 1905 году стал редактором социал-демократической газеты «Искра», которая была издана во Владикавказе единственным номером. За участие в издании этой газеты был сослан в ссылку.
В 1909 году подготовил и издал в Ростове-на-Дону на собственные средства сборник на русском языке, посвящённый творчеству Коста Хетагурова. В этом сборнике были опубликованы несколько стихотворений поэта, его биография и фотографии. В 1917 году был назначен директором школы в родном селе, где скончался 18 октября 1918 года.
В 1970 году профессор Ленинградского государственного университета Хазби Булацев выпустил во владикавказском издательстве «Ир» посмертный сборник статей и очерков Григория Дзасохова, который стал первым литературоведческим материалом по его деятельности. Булацев в своих статьях боролся с домыслами о том, что Дзасохов был меньшевиком (таких данных нет, утверждает Булацев).
В Селе имени Коста Хетагурово установлен бюст Гиго Дзасохова (автор — Н. Нестеренко).
Улица с дореволюционным названием Почтовая (связано с находившейся в те годы на этой улице первой почтой в станице) республиканского центра Черкесск, с марта 1985 года носит имя осетинского просветителя и публициста, видного участника революционного движения на Северном Кавказе, сподвижника С. М. Кирова, Дзасохова Григория (Гиго) Ивановича.

## Сочинения
- Статьи и очерки, Орджоникидзе, Ир, 1970, 308 стр.